# Melitón Hernández
Edgar Melitón Hernández Cabrera (ur. 15 października 1982 w Veracruz) – meksykański piłkarz występujący na pozycji bramkarza, reprezentant Meksyku.

## Kariera klubowa
Hernández jest wychowankiem akademii juniorskiej klubu CF Pachuca. Do pierwszej drużyny został włączony w wieku dwudziestu jeden lat przez szkoleniowca Víctora Manuela Vuceticha i w meksykańskiej Primera División zadebiutował 26 października 2003 w wygranym 2:1 spotkaniu z Santosem Laguna, kiedy to pojawił się na boisku w 21. minucie (zmieniając kontuzjowanego Miguela Calero), a w 42. minucie obronił rzut karny wykonywany przez Héctora Altamirano. W tym samym, jesiennym sezonie Apertura 2003 zdobył z Pachucą tytuł mistrza Meksyku, zaś w 2004 roku zajął drugie miejsce w krajowym superpucharze – Campeón de Campeones. Nie potrafił sobie jednak wywalczyć miejsca w wyjściowym składzie, pozostając wyłącznie rezerwowym dla Calero i na ligowych boiskach pojawiał się tylko podczas jego niedyspozycji. Częstsze występy notował w drugoligowych rezerwach klubu – Pachuca Juniors, a przez pewien czas grał również na wypożyczeniu w nowo powstałej, drugoligowej filii Pachuki – ekipie Indios de Ciudad Juárez.
Po powrocie do Pachuki, Hernández osiągnął ze swoim zespołem kolejne pasmo sukcesów na arenie krajowej i międzynarodowej; w wiosennych rozgrywkach Clausura 2006 po raz drugi wywalczył mistrzostwo Meksyku, w tym samym roku zajął także drugie miejsce w Campeón de Campeones i wygrał drugie co do ważności rozgrywki Ameryki Południowej – Copa Sudamericana. W 2007 roku zajął drugie miejsce w południowoamerykańskim superpucharze – Recopa Sudamericana, a także triumfował w najbardziej prestiżowych rozgrywkach północnoamerykańskiego kontynentu – Pucharze Mistrzów CONCACAF. Ponadto w sezonie Clausura 2007 trzeci raz w swojej karierze zdobył z ekipą prowadzoną przez Enrique Mezę tytuł mistrza Meksyku. Cały czas pozostawał jednak głębokim rezerwowym dla klubowej legendy – Miguela Calero, w najlepszym wypadku pełniąc rolę drugiego bramkarza drużyny. W lipcu 2007 został wypożyczony do drugoligowego zespołu Atlético Mexiquense (filii klubu Deportivo Toluca). Tam spędził rok jako pierwszy golkiper ekipy, jednak nie zdołał z nią odnieść żadnych sukcesów.
W lipcu 2007 Hernández udał się na wypożyczenie do kolejnego drugoligowca, tym razem Tiburones Rojos de Coatzacoalcos. Jego barwy reprezentował przez sześć miesięcy, po czym jego zespół przeniósł się do miasta Orizaba, zmieniając nazwę na Albinegros de Orizaba. Tam występował na zasadzie wypożyczenia z Pachuki przez kolejne dwa i pół roku (w międzyczasie jego wypożyczenie było dwukrotnie przedłużane), przez cały ten czas mając niepodważalne miejsce między słupkami ekipy, lecz nie zanotował z nią poważniejszego osiągnięcia w drugiej lidze. W lipcu 2011 został wypożyczony do kolejnego drugoligowca – Club León (posiadającego z Pachucą wspólnego właściciela – przedsiębiorstwo Grupo Pachuca), z którym w wiosennym sezonie Clausura 2012 jako podstawowy bramkarz triumfował w Liga de Ascenso, co zaowocowało awansem zespołu do najwyższej klasy rozgrywkowej. W pierwszej lidze pierwszym golkiperem Leónu był przez kilka miesięcy, po czym stracił miejsce w składzie na rzecz Christiana Martíneza.
W lipcu 2013 Hernández został zawodnikiem beniaminka najwyższej klasy rozgrywkowej – klubu Tiburones Rojos de Veracruz. W ekipie ze swojego rodzinnego miasta od razu wywalczył sobie pewną pozycję w pierwszej jedenastce i po upływie kilku miesięcy został jednym z wyróżniających się bramkarzy w lidze, dzięki czemu zaczął dostawać regularne powołania do kadry narodowej. W sezonie Clausura 2016 zdobył z Veracruz puchar Meksyku – Copa MX, a w tym samym roku zajął także drugie miejsce w mniej prestiżowym z meksykańskich superpucharów – Supercopa MX. Bezpośrednio po tym został relegowany do roli rezerwowego na rzecz nowo pozyskanego Pedro Gallese.

## Kariera reprezentacyjna
W seniorskiej reprezentacji Meksyku Hernández zadebiutował za kadencji selekcjonera Miguela Herrery, 31 marca 2015 w wygranym 1:0 meczu towarzyskim z Paragwajem. Dwa miesiące później został powołany na rozgrywany w Chile turniej Copa América, gdzie jednak nie zanotował żadnego występu, pozostając trzecim bramkarzem zespołu po Jesúsie Coronie i Alfredo Talaverze. Meksykanie – którzy wystawili wówczas rezerwowy garnitur kadry – odpadli ostatecznie z turnieju już w fazie grupowej.

## Statystyki kariery

### Klubowe
| Pachuca         | 2003–2004 | Meksyk | Liga MX    | 4   | 0 | —  | — | LMC      | 2 | 0 | 6   | 0 |
| Pachuca         | 2004–2005 | Meksyk | Liga MX    | 1   | 0 | —  | — | CL       | 1 | 0 | 2   | 0 |
| Indios          | 2005–2006 | Meksyk | Ascenso MX | 12  | 0 | —  | — | —        | — | — | 12  | 0 |
| Pachuca         | 2005–2006 | Meksyk | Liga MX    | 0   | 0 | —  | — | —        | — | — | 0   | 0 |
| Pachuca         | 2006–2007 | Meksyk | Liga MX    | 1   | 0 | —  | — | —        | — | — | 1   | 0 |
| Atl. Mexiquense | 2007–2008 | Meksyk | Ascenso MX | 28  | 0 | —  | — | —        | — | — | 28  | 0 |
| Coatzacoalcos   | 2008–2009 | Meksyk | Ascenso MX | 16  | 0 | —  | — | —        | — | — | 16  | 0 |
| Albinegros      | 2008–2009 | Meksyk | Ascenso MX | 16  | 0 | —  | — | —        | — | — | 16  | 0 |
| Albinegros      | 2009–2010 | Meksyk | Ascenso MX | 21  | 0 | —  | — | —        | — | — | 21  | 0 |
| Albinegros      | 2010–2011 | Meksyk | Ascenso MX | 35  | 0 | —  | — | —        | — | — | 35  | 0 |
| León            | 2011–2012 | Meksyk | Ascenso MX | 29  | 0 | —  | — | —        | — | — | 29  | 0 |
| León            | 2012–2013 | Meksyk | Liga MX    | 12  | 0 | —  | — | —        | — | — | 12  | 0 |
| Veracruz        | 2013–2014 | Meksyk | Liga MX    | 32  | 0 | 5  | 0 | —        | — | — | 37  | 0 |
| Veracruz        | 2014–2015 | Meksyk | Liga MX    | 36  | 0 | 1  | 0 | —        | — | — | 37  | 0 |
| Veracruz        | 2015–2016 | Meksyk | Liga MX    | 19  | 0 | 9  | 0 | —        | — | — | 28  | 0 |
| Veracruz        | 2016–2017 | Meksyk | Liga MX    | 11  | 0 | 4  | 0 | —        | — | — | 15  | 0 |
| Veracruz        | 2017–2018 | Meksyk | Liga MX    |     |   |    |   | —        | — | — |     |   |
| Ogółem          | Ogółem    | Ogółem | Ogółem     | 273 | 0 | 19 | 0 | LMC + CL | 3 | 0 | 295 | 0 |

- LMC – Liga Mistrzów CONCACAF
- CL – Copa Libertadores

### Reprezentacyjne
| Meksyk | Meksyk | 2015   | 2 | 0 | — | — | — | — | — | 2 | 0 |
| Ogółem | Ogółem | Ogółem | 2 | 0 | — | — | — | — | — | 2 | 0 |